# Jamesonia orbignyana
Jamesonia orbignyana là một loài dương xỉ trong họ Pteridaceae. Loài này được Mett. ex Kuhn Christenh. mô tả khoa học đầu tiên năm 2011.